# Église Saint-Fructueux de Marians
Pour les articles homonymes, voir église Saint-Fructueux.
L'église Saint-Fructueux de Marians est une église romane située dans le hameau de Marians, à Souanyas, dans le département français des Pyrénées-Orientales.

## Architecture
L'église est attenante à une maison d'habitation. Bâtie à partir de moellons de schistes liés entre eux par du mortier, l'église est constituée d'une nef unique et d'une abside orientée vers l'est. L'entrée se fait par le côté sud où se trouve une porte en plein cintre. Deux fenêtres à double ébrasement sont situées au sud et à l'est. Une chapelle sur le côté nord et le clocher-mur ont été rajoutés à l'époque moderne.

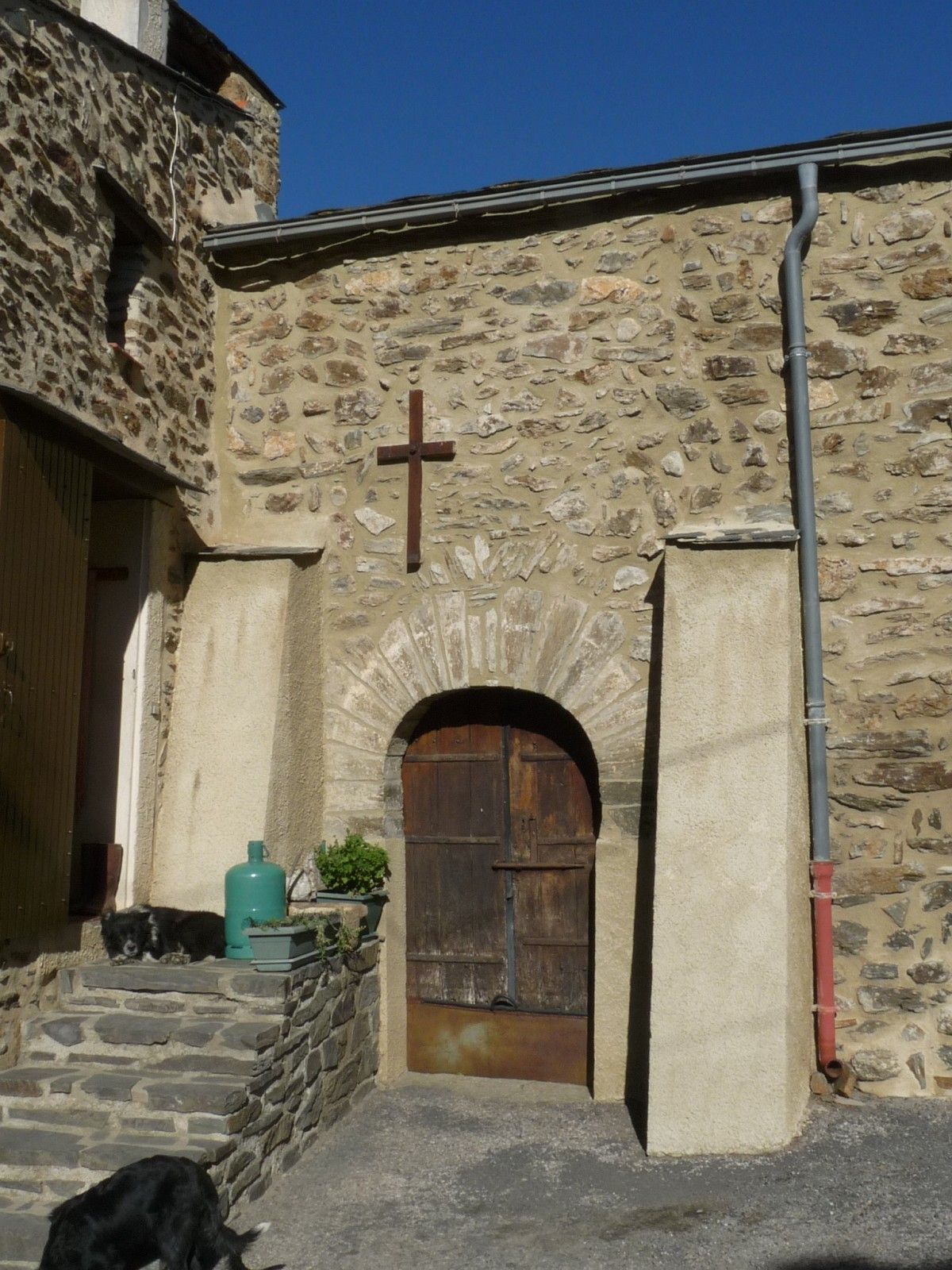
L'entrée, sur la façade sud

## Mobilier
L'église possède un intéressant patrimoine mobilier dont certaines pièces sont classées monuments historiques au titre objets.